# Ebrahim Raisi
Sayyid Ebrahim Raisol-Sadati, conosciuto semplicemente come Ebrahim Raisi o Ebraim Raisi (in persiano ابراهیم رئیسی‎, Ibrāhīm Raīsī; Mashhad, 14 dicembre 1960 – Uzi, 19 maggio 2024), è stato un politico e magistrato iraniano, 8º presidente dell'Iran dal 3 agosto 2021 al 19 maggio 2024, giorno della sua morte.
Genero dell'imam della preghiera del venerdì di Mashhad e del santuario dell'Imam Reza, Ahmad Alamolhoda, Raisi fu spesso visto come il favorito per succedere ad Ali Khamenei come guida suprema. Considerato un intransigente nella politica iraniana, la presidenza di Raisi vide uno stallo nei negoziati con gli Stati Uniti sul piano d'azione globale congiunto (JCPOA) e proteste su larga scala in tutto il Paese alla fine del 2022, innescate dalla morte di Mahsa Amini il 16 settembre.
All'inizio della sua carriera, Raisi ricoprì diversi incarichi nel sistema giudiziario iraniano, tra cui quello di vice procuratore e procuratore di Teheran. Per il suo ruolo nel cosiddetto comitato della morte durante le esecuzioni dei prigionieri politici iraniani nel 1988, divenne noto come il "Macellaio di Teheran", venendo sanzionato dall'Office of Foreign Assets Control degli Stati Uniti.

## Biografia
Ebrahim Raisi nacque il 14 dicembre 1960 a Mashhad, la città santa sciita nel nord-est del Paese. Suo padre, Seyed Haji, morì quando Ebrahim aveva solo 5 anni.

### Istruzione
Non è molto chiaro il suo percorso d'istruzione: secondo alcune fonti completò gli studi superiori, ma non è chiarito quando. Conseguì una laurea in diritto islamico all'Università Motahari di Teheran.

### Carriera religiosa
Iniziò a studiare nel seminario di Qom all'età di 15 anni, e iniziò successivamente a frequentare la scuola dell'Ayatollah Sayyed Muhammad Mousavi Nezhad prima e la scuola dell'Ayatollah Borujerdi a Qom nel 1976 poi; fu allievo di Seyyed Hossein Borujerdi, Morteza Motahhari, Abolghasem Khazali, Hossein Noori Hamedani, Ali Meshkini e Morteza Pasandideh. Fu uno dei giovani rivoluzionari di Khomeini.

### Carriera giudiziaria
Nel 1981 fu nominato procuratore di Karaj e in seguito anche di Hamadan, ricoprendo contemporaneamente gli incarichi; dopo quattro mesi fu nominato procuratore della provincia di Hamadan. Nel 1985 fu nominato Vice-procuratore di Teheran trasferendosi quindi nella capitale.
Dal 2019 fu Presidente della Corte Suprema e precedentemente ricoprì i seguenti ruoli:
- 2014-2016: procuratore generale;
- 2004-2014: vicepresidente della Corte suprema;
- 1994-2004: capo dell'Ufficio nazionale d'ispezione.

#### Esecuzione dei prigionieri politici del 1988
Hossein-Ali Montazeri indicò Raisi come uno dei responsabili delle esecuzioni dei prigionieri politici iniziate nel luglio del 1988 e durate oltre cinque mesi. Insieme ad altre tre persone fece parte del cosiddetto "comitato della morte" voluto da Khomeini per processare gli oppositori politici alla fine della guerra con l'Iraq. I principali obiettivi furono i membri dei Mujaheddin del popolo iraniano, noto anche come Esercito di Liberazione Nazionale dell'Iran, e un minore numero di prigionieri politici di altre organizzazioni di sinistra come il Tudeh, il Partito Comunista Iraniano.
Queste uccisioni furono definite "un atto di violenza senza precedenti nella storia iraniana". Le stime del numero delle esecuzioni furono stimate da un minimo di 8 000 a 30 000. Per questo episodio e per altre violazioni dei diritti umani nel 2019 fu messo sotto sanzioni dagli Stati Uniti in conformità con l'ordine esecutivo 13 876. Fu accusato di crimini contro l'umanità dalle organizzazioni internazionali per i diritti umani e dai relatori speciali delle Nazioni Unite.

### Presidenza
Il 18 giugno 2021 trionfò alle elezioni presidenziali con il 62% dei voti, diventando l'8º presidente della Repubblica Islamica, in carica dal successivo 3 agosto. L'affluenza fu la più bassa di sempre, quasi il 49%.
In occidente fu considerato un ultraconservatore.

### Morte

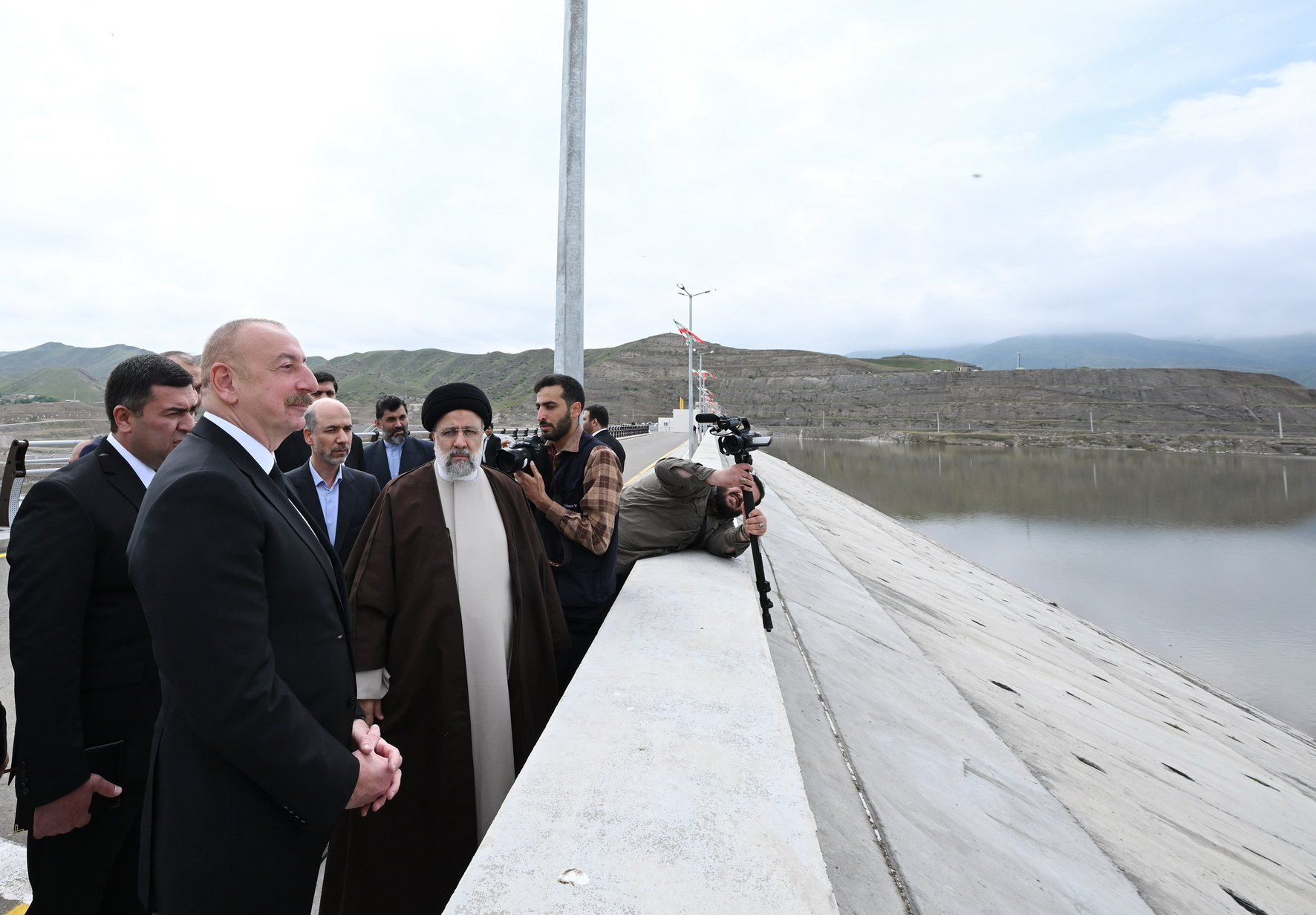
Ebrahim Raisi con il presidente azero İlham Əliyev all'inaugurazione di una diga al confine fra i due Stati, poche ore prima dell'incidente in cui perse la vita

Il 19 maggio 2024 la televisione di Stato iraniana annunciò che l'elicottero con a bordo Raisi e altri alti funzionari del regime di Teheran, tra cui il ministro degli esteri Hossein Amir-Abdollahian, venne coinvolto in un incidente causato delle avverse condizioni meteorologiche, nella regione dell'Azerbaigian Orientale. Il convoglio presidenziale, diretto a Tabriz, era di ritorno dall'inaugurazione della diga di Giz Galasi, nello shahrestān di Khoda Afarin, al confine con l'Azerbaigian, cui aveva presenziato anche il presidente azero, İlham Əliyev. Il giorno successivo, la televisione di Stato annunciò la morte di Raisi. Il relitto dell'elicottero, un Bell 212 costruito alla fine degli anni sessanta, venne localizzato nella foresta di Dizmar, nei pressi del villaggio montuoso di Uzi, nello Shahrestān di Varzaqan. In seguito alla sua morte, l'āyatollāh Ali Khamenei proclamò cinque giorni di lutto nazionale. Circa 3 milioni di persone parteciparono al suo funerale a Mashad.

## Vita privata
Raisi si sposò con Jamileh Alamolhoda, figlia dell'Imam delle preghiere del venerdì di Mashhad, Ahmad Alamolhoda, professoressa associata all'Università Shahid Beheshti di Teheran e presidente dell'Istituto di studi fondamentali di scienza e tecnologia dell'università; la coppia ebbe due figlie.

## Idee politiche
Raisi venne ampiamente considerato un intransigente nella politica iraniana. Sostenne fortemente la segregazione sessuale. In un'intervista del 2014 su una segregazione pianificata nella municipalità di Teheran disse: "Penso che questa sia una buona mossa perché la maggior parte delle donne fa un lavoro migliore in un'atmosfera totalmente rilassata ed è richiesta una buona forma fisica". Fu un sostenitore dell'islamizzazione delle università, della revisione di Internet e della censura della cultura occidentale. Raisi sostenne che le sanzioni economiche fossero un'opportunità. Dichiarò: «Avremo pattuglie guida, ma per i dirigenti». Disse anche che "se il governo si comporta bene, anche il popolo si comporta bene". Affermò che l'amputazione delle mani dei ladri, basata su un'interpretazione molto rigorosa della Sharia, fosse uno dei "nostri onori" e che "tali punizioni non saranno limitate ma saranno continuate nel futuro futuro". Dichiarò anche che avrebbe dovuto essere onorato e stimato per il suo ruolo nelle esecuzioni di massa di prigionieri politici iraniane del 1988.
Raisi fu uno dei nove funzionari iraniani nel novembre 2019 soggetti a sanzioni da parte del Dipartimento di Stato degli Stati Uniti a causa delle violazioni dei diritti umani. Venne sanzionato dall'Office of Foreign Assets Control degli Stati Uniti in conformità con l'ordine esecutivo 13876. Fu accusato di crimini contro l'umanità dalle organizzazioni internazionali per i diritti umani e dai relatori speciali delle Nazioni Unite. Venne avanzata una richiesta formale per arrestare Raisi per crimini contro l'umanità, se avesse partecipato alla Conferenza delle Nazioni Unite sui cambiamenti climatici del 2021 in Scozia.